# Abbotts honingzuiger
Abbotts honingzuiger (Cinnyris sovimanga abbotti; synoniem: Nectarinia abbotti) is een zangvogel uit de familie Nectariniidae (honingzuigers). Het taxon is in 1894 als soort geldig gepubliceerd door de Amerikaanse ornitholoog Robert Ridgway en vernoemd naar zijn collega William Louis Abbott. Dit taxon wordt op grond van onderzoek gepubliceerd in 2003, 2011 en 2015 opgevat als ondersoort van de souimangahoningzuiger (Cinnyris sovimanga), net als de ondersoort  C. s. buchenorum.

## Verspreiding en leefgebied
Deze ondersoorten zijn  endemisch op de zuidwestelijk gelegen Seychellen.